# Marie d'Orange-Nassau (1642–1688)
Pour l’article homonyme, voir Marie d'Orange-Nassau.
Marie d'Orange-Nassau (5 septembre 1642, La Haye - 20 mars 1688, Kreuznach) est une princesse de la maison d'Orange et par mariage comtesse de Simmern-Kaiserslautern.

## Biographie
Marie était la plus jeune fille de Amélie de Solms-Braunfels et son mari Frédéric-Henri d'Orange-Nassau. Son père était déjà âgé, quand elle est née et décédé lorsqu'elle n'avait que quatre ans. Elle est aussi la tante du futur Guillaume III d'Orange-Nassau, par l'intermédiaire de son frère Guillaume II d'Orange-Nassau. En 1660, sa famille a commencé les négociations pour son mariage avec Charles II de Grande-Bretagne. Cependant, à la fin il a choisi d'épouser Catherine de Bragance pour établir une alliance anti-espagnole avec le Portugal. Un an plus tard, des négociations de mariage avec Jean-Maurice de Nassau-Siegen ont commencé, mais elles ont aussi échoué.
Le 23 septembre 1666 à Clèves elle a épousé Louis-Henri de Palatinat-Simmern (1640-1674), fils de Louis-Philippe de Palatinat-Simmern et petit-fils de la tante de Marie Louise-Juliana d'Orange-Nassau. Comme pour ses sœurs le mariage de Marie a été conçu pour rapprocher les princes calvinistes. Marie et Louis Henri sont restés mariés huit ans, sans enfant et à la mort de son mari la branche de Simmern-Kaiserslautern s'est éteinte.
Marie a entretenu une correspondance avec ses deux sœurs après son mariage. Comme ses sœurs Louise-Henriette d'Orange avec la Oranienburg, Albertine-Agnès d'Orange-Nassau et Henriette Catherine, Marie construit elle-même un nouveau palais après son mariage, en 1669 à Bad Kreuznach et l'a nommé Schloss Oranienhof. Marie mourut en 1688, après six jours de pneumonie et le château de Oranienhof a été détruit par les troupes françaises pendant la Guerre de la Ligue d'Augsbourg un an plus tard.